# Metochio
Nella Chiesa ortodossa orientale, il metochio o metochion (in greco μετόχιον?, metóchion o μετόχι, metóchi; in russo подворье?, podvor'e; in latino metochium) è un tempio di una chiesa autonoma o una nunziatura presente in un altro territorio che intrattiene relazioni con le gerarchie religiose locali, in Italia nello specifico con le gerarchie religiose cattoliche.
È una chiesa ambasciata ecclesiastica, di solito una chiesa autocefala o autonoma, all'interno di un comprensorio ove vige una confessione o rito differente. Il termine per estensione è utilizzato in riferimento a una parrocchia o di una dipendenza o di un monastero o di un patriarca, alle comunità e proprietà ad esse pertinenti.

## Chiesa ambasciata ecclesiastica
In questo caso la chiesa territoriale locale concede un appezzamento di terreno o un edificio utilizzato dalla chiesa straniera in modo tale da essere rappresentata, la posizione è considerata appartenente canonicamente alla chiesa straniera: pertanto gode della prerogativa dell'extraterritorialità. I servizi detenuti sono quasi sempre nella lingua propria della chiesa rappresentata, la congregazione è spesso costituita da immigrati o visitatori provenienti dalle nazioni associate a quella chiesa. In pratica, la presenza di metochi sul territorio di una chiesa autocefala è limitata a poche parrocchie al massimo. 
- Esempio antico: i luoghi di culto di rito greco-bizantino presenti in Sicilia in seguito alla dominazione greco-bizantina.
- Esempio moderno: i luoghi di culto della Chiesa bizantina in Italia comprendente tre circoscrizioni ecclesiastiche[1], l'Eparchia di Lungro per gli arbëreshe continentali, l'Eparchia di Piana degli Albanesi per gli arbëreshe di Sicilia e il Monastero esarchico di Grottaferrata a Roma.

## Dipendenza di un monastero
Nel caso di metochi di derivazione monastica, una tale chiesa parrocchiale è una dipendenza di una particolare comunità monastica,  riceve sostentamento dal clero di quella comunità o di altre forme di sostegno. Durante l'epoca bizantina, un metochio monastico era una proprietà concessa a un monastero per scopi di reddito. Ne sono esempio le parrocchie di rito bizantino e i monasteri basiliani di rito greco presenti in Sicilia con i loro possedimenti, grange cistercensi e metochi. 
Esempio:
- 1090, Monastero di San Filippo di Fragalà di Frazzanò o di Demenna o in Val Demone o Melitirio.[2], potenziato dal Gran Conte Ruggero in epoca normanna come ricostruzione del preesistente cenobio bizantino di San Nicola dell'ordine basiliano di rito greco. A tale istituzione facevano capo costruzioni o ricostruzioni di metochi, tutti elencati nel typikon dell'abate Gregorio, tra i quali figuravano i possedimenti e relative chiese di:[3]
  - Alcara li Fusi: monastero di San Barbaro di Demenna, monastero di Santa Maria del Rogato, San Nicola di Paleocastro;
  - Bronte: Santa Madre di Dio della Guilla, San Marco, Santa Marina, San Giorgio Agrippadà;
  - Castell'Umberto - Castania: Santa Maria;
  - Frazzanò: Arcangelo Michele, Precursore San Giovanni, Sant'Ippolito, Santa Maria, Santissima Trinità, Tutti i Santi;
  - Galati Mamertino: San Marco del Mueli;
  - Longi: Santa Maria di Monserrato;
  - Maniace: Abbazia di Santa Maria di Maniace;
  - Mirto: San Nicola del Pirgario o San Nicola dei Greci, San Teodoro;
  - Mistretta: Monastero di Sant'Anastasia;
  - Naso: San Talleleo, San Filochio;
  - San Fratello: San Filadelfio;
  - San Marco d'Alunzio: San Basilio;
  - Troina: Sant'Andrea di Ambula, Monastero basiliano di San Michele Arcangelo.

Nel 1511 all'abbazia rimangono solo le chiese e i possedimenti di Sant'Ippolito, San Nicola la Petra, Sant'Anastasia, San Talleleo. Secondo la regola il metochio o dipendenza del monastero principale è divenuto a sua volta, salvo cancellazione o distruzione, monastero principale, ed elencava attorno a sé metochi e possedimenti secondari.
Nello specifico, tutta la struttura facente capo al monastero di San Filippo di Demenna, salvo cessioni legate ad eventi storici, è dipendente dall'Archimandritato del Santissimo Salvatore di Messina. 
La definizione di metochio è impiegata per fare riferimento (secondo le varie forme di monachesimo: ascetico, eremitico, lavritico, cenobitico) a un monastero dipendente o skete (comunità monastica in relativo isolamento) o kellion (cella o cellula) o società monastica ai quali è data la benedizione, il riconoscimento e il sostegno per svilupparsi in un monastero o skete o kellion o in una società monastica autonoma e indipendente.